# Acabaram-se os Otários
Acabaram-se os Otários é um filme brasileiro do gênero comédia musical de 1929, dirigido por Luiz de Barros e produzido por Victor del Picchia. O roteiro foi feito pelo cronista Menotti del Picchia, que se inspirou em uma anedota sobre "um mineiro que comprou um bonde". José del Picchia foi operador da câmera. O filme segue as aventuras de dois caipiras, Bentinho Samambaia e Xixilo Spicafuoco, interpretados por Genésio Arruda e Tom Bill, respectivamente, que saem do interior, vão a São Paulo e levam um golpe de um malandro que queria lhes vender um bonde. Acabam sendo perseguidos por um policial, interpretado por Vicente Caiaffa, e sem nenhum tostão no bolso, voltam para o interior. Contou também com a participação do cantor e compositor Paraguassu, e das atrizes Gina Bianchi, Rina Weiss, Miss Florinda, Margareth Edwards e Assucena Fonseca. Os personagens do caipira e do italiano já eram interpretados por Arruda e Bill anteriormente em peças teatrais.
O aparelho utilizado para dar som ao filme foi chamado de Synchrocinex, posteriormente também o nome da nova empresa cinematográfica de Barros. O Synchrocinex sincronizava a cópia muda do longa com os discos da Colúmbia, onde os áudios das cenas sonoras foram gravados. O enorme sucesso obtido com a película fez com que Barros fizesse mais filmes sonoros nos próximos anos, usando o mesmo aparelho. Um desses filmes foi O Babão, também um sucesso de público. 
Anunciado como uma "super-comédia paulista em 6 atos", é considerado o primeiro longa-metragem sonoro produzido no Brasil, sendo sincronizado com discos. Lançado no Cinema Santa Helena, em São Paulo, no dia 2 de setembro de 1929, foi um sucesso absurdo, levando mais de 35 mil pessoas apenas em sua semana de estreia, ficando em cartaz nos cinemas por vários dias consecutivos, um recorde incrível para a época. Apesar do grande sucesso em sua época de estreia, com o tempo Acabaram-se os Otários foi caindo no esquecimento, até ser oficialmente dado como perdido.

## Enredo

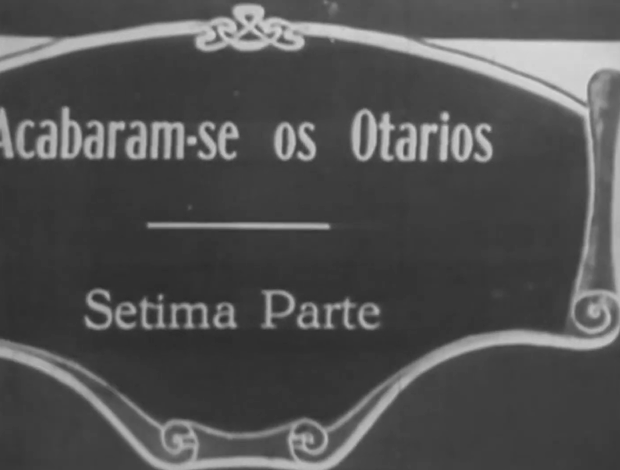
Cartão de título da sétima parte do filme.

Bentinho Samambaia é um caipira morador de Pindurassaia, cidade do interior. Por conta de uma desilusão amorosa, Bentinho decide abandonar o interior e ir para a capital. No caminho, observa as lindas canções de um violeiro. Quando finalmente chega no seu destino, ele se encontra com um italiano chamado Xixilo Spicafuoco. Os dois ficam impressionados com a beleza da cidade.
Um golpista que estava passando por perto vê os caipiras e decide lhes passar o velho golpe da venda do bonde. Enquanto isso, Grilo, um policial, observa toda a situação e acha que os otários que são os golpistas, iniciando uma louca perseguição por toda a cidade. Após conseguirem escapar do policial, Bentinho e Xixilo são seduzidos por duas belas moças, que também os roubam. 
Os caipiras encontram um cabaré e decidem entrar nele. Dentro do local, Xixilo faz um número com um pistão, porém falha na execução. Os dois estranham a moda da época, o tango. Assim decidem mostrar uma dança típica do campo, a quadrilha, para o povo da cidade. Os dois perdem todo o dinheiro que lhes restava no cabaré e finalmente são capturados pelo Grilo. Desiludido, Bentinho volta para o interior.

## Elenco
O elenco do filme foi o seguinte;
- Genésio Arruda como Bentinho Samambaia;
- Tom Bill como Xixilo Spicafuoco;
- Vicente Caiaffa como "Grilo", o Policial;
- Paraguassu como Violeiro;
- Rina Weiss e Gina Bianchi como As Vamps;
- Margareth Edwards como Moça do cabaré;
- Miss Florinda como Moça do cabaré;
- Assucena Fonseca

## Produção

### Inspiração

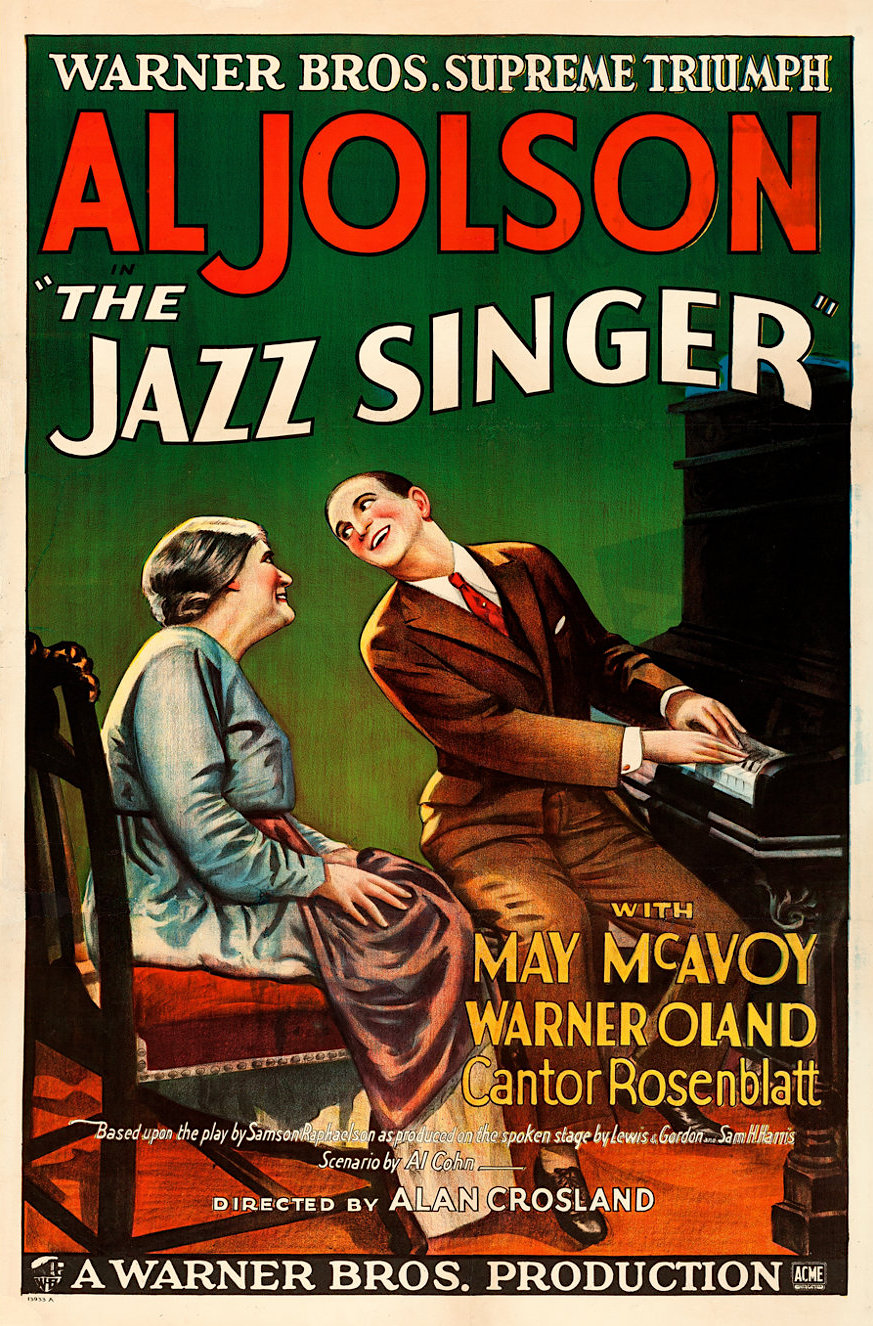
Cartaz de The Jazz Singer.

Em seu livro Minhas Memórias de Cineasta, Luiz de Barros conta que a ideia de produzir um longa-metragem sonoro veio após encontrar João Antônio Bruno, no tempo diretor das Empresas Cinematográficas Reunidas, na rua. Bruno estava animado com a ideia do filme sonoro, depois que The Jazz Singer, estrelado por Al Jolson, chegou ao Brasil. Como forma de brincadeira, Barros disse a Bruno que ele também iria produzir um filme sonoro, porém Bruno acreditou e chamou Barros para o seu escritório. Luiz acabou saindo do local com negócio fechado e data marcada para a estreia do longa que viria a se tornar Acabaram-se os Otários.
"Um dia, encontrando na rua o Sr. Bruno, que era, naquele momento, diretor das Empresas Cinematográficas Reunidas, que estava entusiasmado com o cinema sonoro, que acabava de chegar, eu lhe disse, confesso que para gozá-lo: Ora, Sr. Bruno, não é só americano que faz filme falado. Eu também vou fazer um." - Luiz de Barros

### Aparelho de som
Sem saber como fazer um filme sonoro, Luiz usou de base o que tinha observado quando visitou os estúdios da Gaumont na França. Ainda na era muda, já havia tentativas de levar som ao cinema, uma delas sendo gravar o áudio em um gramofone enquanto o artista simulava a fala. Com base nisso, Barros iria fazer seu filme sonoro, porém equipamentos de filmagens e projeção sonora não existiam no Brasil até aquele momento, então ele teria que construir.
Com a ajuda de Tom Bill, que atuou no filme e era mecânico, em três meses de investimento os aparelhos para filmar e exibir o filme com som ficaram prontos, sendo nomeados de "Synchrocinex". Os diálogos eram gravados em discos da Columbia, que eram reproduzidos nos cinemas pelo técnico de som Moacyr Fenelon. Fenelon somente foi contratado porque trabalhava em uma casa de rádio, e por isso entendia bastante de amplificadores.

### Filmagem

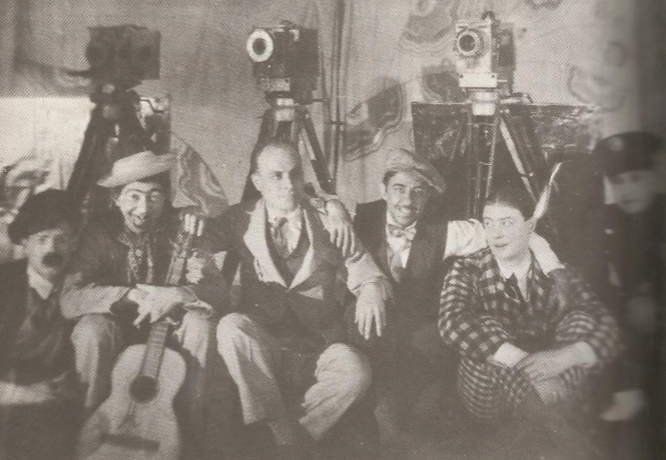
Luiz de Barros, José del Picchia e os atores durante as gravações.

O roteiro ficou a cargo do cronista Menotti del Picchia, que se baseou na famosa anedota de um mineiro que comprava um bonde, publicada na imprensa carioca como verdade. O longa foi rodado em várias regiões de São Paulo, como a Estação da Luz e o teatro Moulin d'Or, que pertencia a Barros. A maior parte do elenco já se apresentava nos teatros Moulin Bleu e Moulin d'Or anteriormente, como os protagonistas Genésio Arruda e Tom Bill, dupla cômica que já tinham trabalhado com Barros no curta-metragem Vocação Irresistível de 1924. 
Vicenzo Caiaffa também fazia parte do elenco principal. O elenco feminino era formado por Rina Weiss, Gina Bianchi, Margareth Edwards e Miss Florinda. O cantor Paraguassu foi contratado para chamar atenção do público, em que cantava seus dois grandes sucessos, Bem-Te-Vi e Triste Caboclo, além de outras de suas músicas usadas ao fundo do filme, como Casinha Pequenina e Sou do Sertão.

### Trilha sonora
A trilha sonora do filme contou com música originais (compostas especialmente para o filme) como: "Deixei de Ser Otário", "Pé no Chão", "Pamonha" e "Pindurassaia". Também estavam presentes algumas das famosas músicas do cantor Paraguassu.
| N.º            | Título                 | Compositor(es)                            | Duração |  |
| 1.             | "Deixei de Ser Otário" | Vadico                                    | 02:42   |  |
| 2.             | "Pé no Chão"           | F. Sampaio                                | 02:41   |  |
| 3.             | "Pamonha"              | Weyne J. Peres                            | 02:38   |  |
| 4.             | "Pindurassaia"         | Genésio Arruda Johan Joanna               | 02:58   |  |
| 5.             | "Vae Santinha"         | Jorge Peixoto Genésio Arruda              | 02:40   |  |
| 6.             | "Odalisca"             | Edgardo Guerra                            | 02:41   |  |
| 7.             | "Lamentos"             | Catulo da Paixão Cearense                 | 03:02   |  |
| 8.             | "Triste Caboclo"       | Paraguassu                                | 03:09   |  |
| 9.             | "Casinha Pequenina"    | Popular                                   | 02:52   |  |
| 10.            | "Não Posso Te Amar"    | Popular                                   | 03:07   |  |
| 11.            | "Brasileirinha"        | Paraguassu                                | 03:06   |  |
| 12.            | "Magnólia"             | Catulo da Paixão Cearense Emil Waldteufel | 03:03   |  |
| 13.            | "Meus Amores"          | Emílio Marques                            | 02:47   |  |
| 14.            | "Canoa Furada"         | Eduardo Dohmen                            | 02:42   |  |
| 15.            | "Sou do Sertão"        | Paraguassu                                | 02:55   |  |
| 16.            | "A Alguém"             | Popular                                   | 03:03   |  |
| 17.            | "Bem Te Vi"            | Paraguassu                                | 02:45   |  |
| 18.            | "Casa Branca da Serra" | Miguel Emídio Pestana Guimarães Passos    | 03:02   |  |
| 19.            | "Nunca Mais"           | Eduardo dos Santos Gutemberg Cruz         | 03:09   |  |
| 20.            | "Noites Gaúchas"       | Fernando Chaves                           | 03:01   |  |
| Duração total: | Duração total:         | Duração total:                            | 58:17   |  |

## Lançamento
Em 2 de setembro de 1929, Acabaram-se os Otários estreava no Cinema Santa Helena. O sucesso do filme foi um absurdo para a época, levando mais de 35 mil pessoas para os cinemas em sua semana de estreia. Paraguassu conta em uma entrevista que chegaram a quebrar uma das colunas da sala de espera, tamanho desespero de assistir ao tão divulgado filme sonoro. 

## Recepção

### Resposta crítica
As resenhas da crítica especializada foram mistas.

A atuação de Genésio Arruda foi exaltada pela crítica especializada.

O jornal carioca Cinearte em 18 de setembro de 1929 disse que "o sincronismo do filme é as vezes bom, as vez mal, as vezes péssimo". Elogiou as canções de Paraguassu e Genésio Arruda, afirmando que estavam muito bem sincronizadas. Porém criticou negativamente a canção de Tom Bill e a cena do cabaré, pois segundo o jornal: "dá a impressão exata de que se está assistindo a um espetáculo em que só se figuram ventríloquos". Também criticou a cinematografia. No fim, afirmaram que o filme merece ser visto, pelo fato de ser decente e feito com bons intuitos, mas destacam que "o intuito financeiro tenha sido infinitamente superior ao intuito artístico".
Já o jornal paulista Praça de Santos de 5 de setembro de 1929 elogiou o filme, dizendo que "vem a confirmar a grande possibilidade que temos de fazer cinema em nosso país". Criticou positivamente a direção de Barros, dizendo ser "um dos nossos melhores diretores de cena", as atuações de Genésio Arruda, Tom Bill e Caiaffa. Disse que a atuação de Tom Bill estava boa, mas estava faltando um pouco mais de "desenvoltura". Porém afirmou que o "elemento feminino" estava fraco. Também elogiou a interpretação de Paraguassu.

## Preservação
Toda as cópias de Acabaram-se os Otários foram perdidas, porém, ainda existe uma grande quantidade de material sobrevivente do filme, tendo diversas fotografias de cena e de produção, anúncios, críticas e etc. As partes sonoras do longa, que foram exaltadas pela critica, podem ser facilmente encontradas na internet. Apenas dois registros em vídeo de Acabaram-se os Otários sobreviveram ao tempo, estes podem ser vistos nos filmes "Cômicos + Cômicos" e "O Cinema Falado".